# Turisas
Turisas – zespół muzyczny z Finlandii założony w Hämeenlinna w 1997 przez Mathiasa Nygårda i Jussiego Wickströma. Muzyka grana przez grupę to mieszanina power metalu, folk metalu i symfonicznego metalu, ale sami określają się jako zespół grający battle metal (styl, który zapoczątkował Manowar). Natomiast pod względem lirycznym jest to viking metal, ponieważ zespół w swoich utworach opowiada o historii wikingów z XI wieku naszej ery.
Nazwa zespołu pochodzi od starożytnego fińskiego boga wojny Iku-Turso, zwanego też Turisas.

## Muzycy
Obecny skład zespołu
- Jussi Wickström – gitara, wokal wspierający (od 1997)
- „Warlord” Mathias Nygård – wokal prowadzący, programowanie, (od 1997), instrumenty klawiszowe (2007–2012)
- Olli Vänskä – skrzypce, wokal wspierający (2004–2007, sesyjnie; od 2007)
- Jesper Anastasiadis – gitara basowa (od 2012)
- Jaakko Jakku – perkusja (od 2012)

Byli członkowie zespołu
- Mikko Törmikoski – gitara basowa (1997–2004)
- Tude Lehtonen – perkusja, instrumenty perkusyjne (1997–2012)
- Ari Kärkkäinen – gitara (1997–1999)
- Antti Ventola – instrumenty klawiszowe (1997–2007)
- Sami Aarnio – gitara basowa (1998–1999)
- Georg Laakso – gitara (1999–2006)
- Tino Ahola – gitara basowa (2000–2001)
- Janne „Lisko” Mäkinen – akordeon (2004–2007, sesyjnie; 2007–2008)
- Hannes „Hanu” Horma – gitara basowa, wokal wspierający (2004–2007, sesyjnie; 2007–2011)
- Netta Skog – akordeon (2009–2011)
- Robert Engstrand – instrumenty klawiszowe, wokal wspierający (2011–2014)

Muzycy koncertowi
- Kasper Mårtenson – instrumenty klawiszowe (od 2014)
- Riku Ylitalo – akordeon (2004)
- Antti Laurila – akordeon (2004–2007)
- Jaakko Kunnas – gitara basowa (2010–2011)
- Jukka-Pekka Miettinen – gitara basowa, wokal wspierający (2011–2012)

## Dyskografia
| 2004                           | Battle Metal - Data: 26 lipca 2004 - Wydawca: Century Media Records        | —  | —  | —  |
| 2007                           | The Varangian Way - Data: 18 czerwca 2007 - Wydawca: Century Media Records | 17 | —  | —  |
| 2011                           | Stand Up and Fight - Data: 23 lutego 2011 - Wydawca: Century Media Records | 5  | 56 | —  |
| 2013                           | Turisas 2013 - Data: 23 sierpnia 2013 - Wydawca: Century Media Records     | 9  | 87 | 56 |
| "—" pozycja nie była notowana. |                                                                            |    |    |    |

| 2007                           | "To Holmgard and Beyond" | 12 | The Varangian Way  |
| 2007                           | "Rasputin"               | 15 | The Varangian Way  |
| 2010                           | "Supernaut"              | —  | Stand Up and Fight |
| 2010                           | "Stand Up and Fight"     | —  | Stand Up and Fight |
| "—" pozycja nie była notowana. |                          |    |                    |

## Wideografia
| Rok  | Tytuł                                                                                   | Pozycja na liście |
| Rok  | Tytuł                                                                                   | FIN               |
| ---- | --------------------------------------------------------------------------------------- | ----------------- |
| 2008 | A Finnish Summer With Turisas - Data: 3 listopada 2008 - Wydawca: Century Media Records | 1                 |